# Pequenos exércitos estaduais

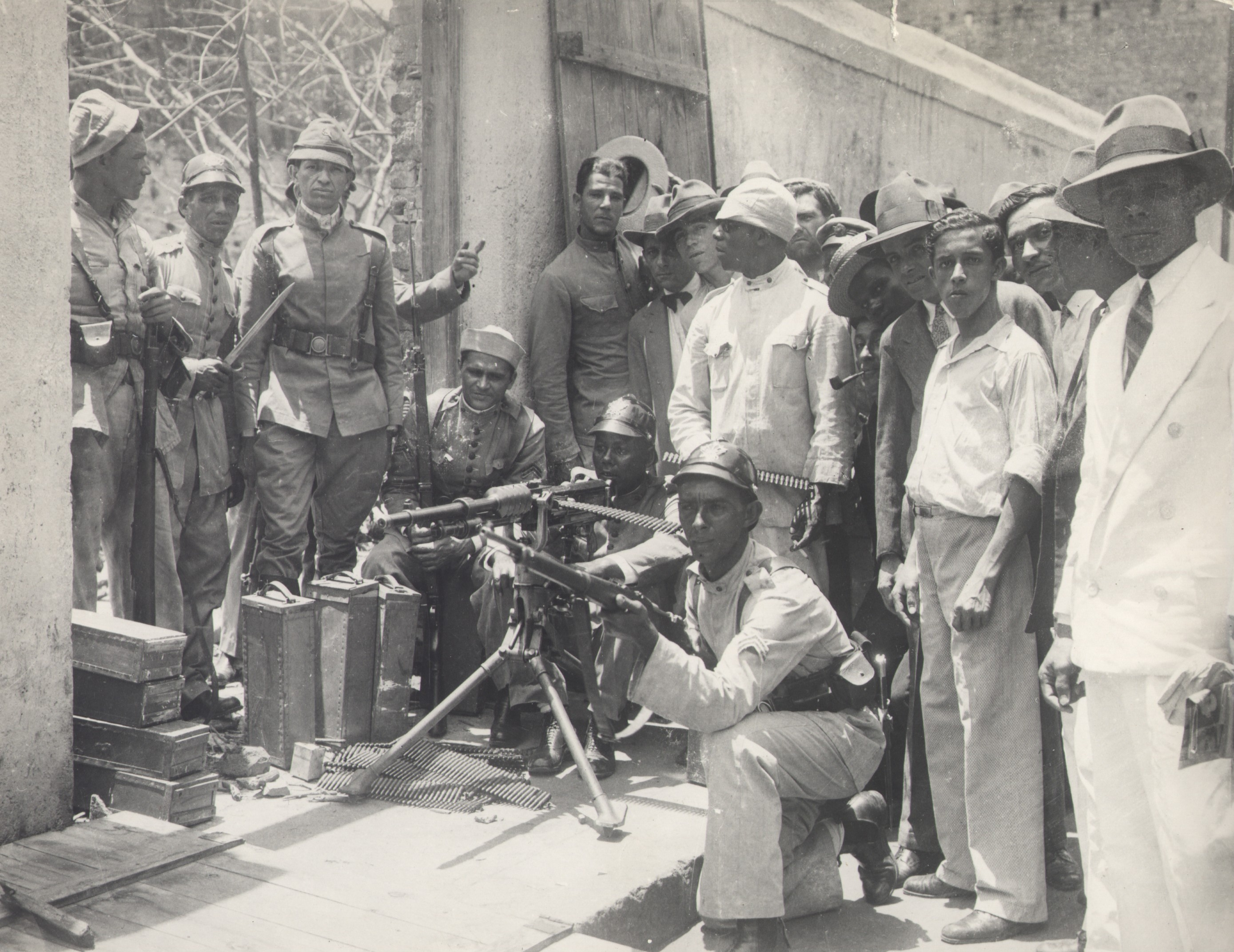
Bombeiros na Revolução de 1930

As Forças Públicas dos estados do Brasil já foram chamadas de "pequenos exércitos" estaduais na Primeira República (1889–1930) por seu caráter marcial, participando nas diversas lutas e rebeliões do período juntamente, e às vezes contra, o Exército Brasileiro. Seu caráter era híbrido, policial e bélico. Elas emergiram no federalismo da Primeira República como escudos do poder estadual contra o poder central, representado pelo Exército, e foram desmontadas pelo governo federal na Era Vargas (1930–1945) em diante, perdendo suas capacidades de guerra convencional.
O Império Brasileiro já tinha forças policiais militarizadas, mas suas províncias não eram autônomas. Somente na República os presidentes estaduais (governadores) precisaram de forças militares nas suas relações entre si e com a União. Seu fortalecimento evitava a intervenção federal e garantia o poder das oligarquias estaduais, conservando o sistema político da Primeira República. Em 1920, metade dos estados tinham milícias maiores que as guarnições federais do Exército. Os três mais importantes, São Paulo, Minas Gerais e Rio Grande do Sul, tinham os “pequenos exércitos” mais fortes. A maior, a Força Pública de São Paulo, era prestigiada, contratou uma missão de instrução francesa anos antes do Exército e tinha artilharia e aviação. Os estados mais pobres tinham forças modestas. O Exército federal, por sua vez, ainda era pequeno e fraco na virada do século. A existência das Forças Públicas, Guarda Nacional e “batalhões patrióticos” significava que ele não era a única força militar terrestre, uma situação condenada por muitos de seus oficiais. Numa guerra externa as Forças Públicas aumentariam o poderio brasileiro, mas elas também podiam obstruir a projeção de poder internacional do Brasil.
Após a Revolução de 1930 e especialmente no Estado Novo (1937–1945), Getúlio Vargas promoveu a centralização política e o Exército realizou sua ambição de hegemonia sobre as forças de segurança. O poder central controlou as forças estaduais e expropriou suas armas pesadas. O novo papel das Polícias Militares, como as Forças Públicas se tornaram conhecidas, era de forças auxiliares e de reserva do Exército. Mesmo após 1945, quando a centralização não era tão grande, seu foco gradualmente passou da guerra convencional à ordem pública. À época da Campanha da Legalidade de 1961 e do golpe de Estado de 1964 elas ainda tinham um caráter bélico. Várias, notavelmente a Brigada Militar gaúcha e a Polícia Militar de Minas Gerais, se prepararam para combates, que não chegaram a ocorrer, com as Forças Armadas, que agora tinham poder de fogo muito maior. A ditadura militar (1964–1985) confirmou o controle do Exército sobre as polícias.

## Motivos da militarização

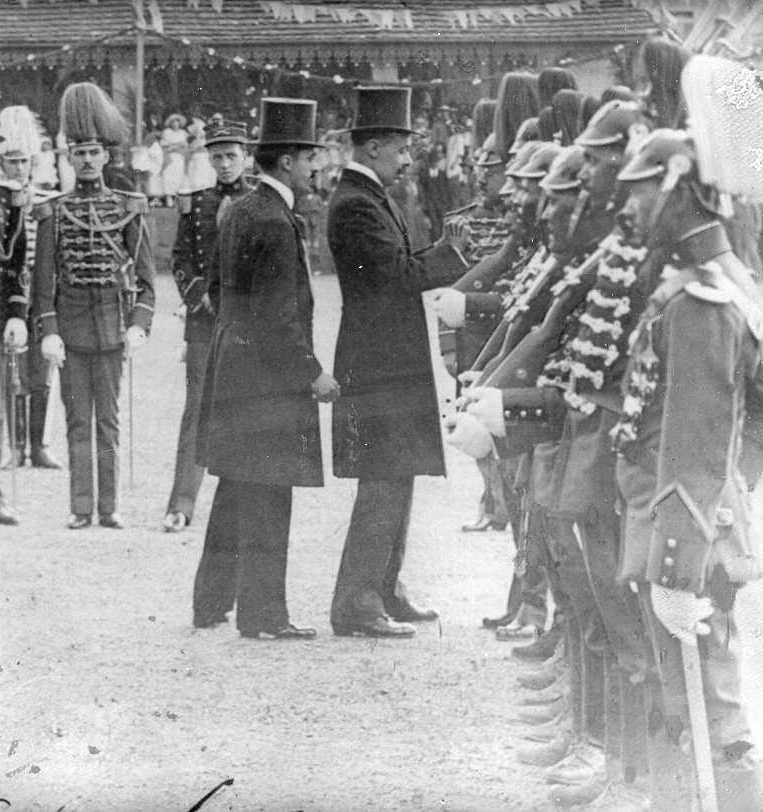
Presidente do Paraná condecora sua Força Pública em 1915

O sistema político na Primeira República Brasileira deixava extensos poderes nas mãos das oligarquias estaduais e do coronelismo municipal. O poder de São Paulo e Minas Gerais, a política do café com leite, era preponderante. A Constituição de 1891 tinha o federalismo como princípio e permitia aos estados negociar entre si e legislar sobre qualquer assunto que não lhes tivesse sido negado — inclusive a organização da força militar. Mesmo na década de 1920, ainda não havia consciência nacional, e as identidades estaduais eram fortes.
O Exército, um dos braços armados do poder central, estava quase em colapso ao final dos anos 1890. Ele era pequeno, despreparado e de pouca capacidade operacional. Estava divorciado das elites civis, especialmente de São Paulo e Minas Gerais, e ainda não era uma “organização nacional capaz de efetivamente planejar e executar uma política de defesa no seu sentido amplo”. Ele gradualmente se aproximou dessa ambição ao longo do período. O sistema político deixava um papel secundário ao Exército, que deveria solucionar o que as forças locais não davam conta. Ainda havia teoricamente a Guarda Nacional, e em tempos de crise os coronéis locais mobilizavam “batalhões patrióticos” com seus peões e capangas. Dessa forma, havia outras tropas armadas além do Exército.
Desde o Império policiais já haviam servido como uma espécie de reserva do Exército, participando da Guerra do Paraguai e dos conflitos internos. Entretanto, as províncias imperiais não eram autônomas e nem tinham necessidade de força militar para se relacionar entre si e com a União. O policiamento era local e estava em grande parte a cargo da Guarda Nacional. Somente na República os presidentes dos Estados (governadores) construíram seus pequenos exércitos, capazes de rivalizar com o Exército federal, em meio a tensões com a União.
A mando das oligarquias estaduais, as polícias mantinham a influência estadual na política nacional, evitavam a intervenção federal e preservavam a política dos governadores e o próprio sistema político da Primeira República. Desde o Império elas já tinham o rigor da hierarquia e disciplina, tornando-se ainda mais militarizadas na República. Ainda assim, a segurança pública não deixou de ser atribuição, e o caráter da força era híbrido, tanto militar quanto policial. Dentro dos estados, as Forças Públicas serviam de guardas pretorianas dos grupos no poder e podiam ser usadas contra os inimigos internos.
Em 1909 o presidente de São Paulo Albuquerque Lins definiu sua Força Pública como um “pequeno exército paulista”, e antes dele outros observadores já notavam o fenômeno. O jornalista Oliveira Torres escreveu da existência de “um Exército Nacional e duas dezenas de exércitos estaduais”. Outro termo é a milícia estadual. A denominação oficial de “Força Pública” não era padrão em todos os estados e épocas, e no Rio Grande do Sul permaneceu o nome “Brigada Militar”.

## Capacidades das forças

### Panorama nacional
Em 1926 as forças estaduais tinham um efetivo autorizado de 39.516 homens, mas a inteligência militar americana estimava um número real de 45 821. Enquanto isso, em meados de 1925 o Exército federal tinha 36 mil praças e 3 045 oficiais. Os estados mais fortes teriam um exército formidável se enfrentassem o governo central. Em 1920, os policiais superavam em número as guarnições federais em metade dos estados, incluindo Bahia, Pernambuco e São Paulo; em 1930, Minas Gerais também estava nesse grupo. Para os países vizinhos, as forças estaduais eram exércitos de reserva, tornando o Brasil mais militarizado do que dizia ser nas conferências internacionais. Porém, o poder estadual impedia o governo brasileiro de eficazmente projetar sua influência além das fronteiras.
| Efetivos estaduais e federais em 1920 | Efetivos estaduais e federais em 1920 | Efetivos estaduais e federais em 1920 |
| Estado                                | Polícia                               | Exército                              |
| ------------------------------------- | ------------------------------------- | ------------------------------------- |
| Acre                                  | 347                                   | 79                                    |
| Amazonas                              | 347                                   | 394                                   |
| Alagoas                               | 1 064                                 | 428                                   |
| Bahia                                 | 3 019                                 | 1 545                                 |
| Ceará                                 | 858                                   | 657                                   |
| Distrito Federal                      | 3 987                                 | 11 236                                |
| Espírito Santo                        | 289                                   | 703                                   |
| Goiás                                 | 483                                   | 222                                   |
| Maranhão                              | 399                                   | 756                                   |
| Mato Grosso                           | 734                                   | 1 116                                 |
| Minas Gerais                          | 2 874                                 | 3 787                                 |
| Pará                                  | 827                                   | 1 418                                 |
| Paraíba                               | 1 061                                 | 409                                   |
| Paraná                                | 670                                   | 2 581                                 |
| Pernambuco                            | 1 402                                 | 706                                   |
| Piauí                                 | 371                                   | 514                                   |
| Rio de Janeiro                        | 694                                   | 2 241                                 |
| Rio Grande do Norte                   | 535                                   | 170                                   |
| Rio Grande do Sul                     | 2 052                                 | 9 034                                 |
| Santa Catarina                        | 589                                   | 727                                   |
| São Paulo                             | 7 538                                 | 3 675                                 |
| Sergipe                               | 422                                   | 254                                   |

As Forças Públicas participavam intensamente dos conflitos e revoltas. Na Revolta Paulista de 1924, contingentes policiais do Rio Grande do Sul à Bahia convergiram na cidade de São Paulo. Na subsequente Campanha do Paraná (1924–1925), o general legalista Cândido Rondon preferiu usar policiais contra os rebeldes tenentistas, pois oficiais do Exército poderiam simpatizar com seus pares entre os rebeldes.
A capacidade combativa das milícias dependia muito das condições financeiras de seus estados: São Paulo era pujante, enquanto estados como Paraná, Santa Catarina e Bahia tinham forças mais modestas. A maior Força Pública era a paulista, mas Minas Gerais, Rio Grande do Sul e Bahia também tinham grandes números. Os três estados mais fortes (São Paulo, Minas Gerais e Rio Grande do Sul) tinham as polícias mais destacadas. Bahia e Pernambuco foram citadas por Rui Barbosa como capazes de enfrentar a União em 1898, mas não aparecem como tendo “pequenos exércitos” na historiografia. Há divergências sobre se todos os estados tinham “pequenos exércitos” ou apenas os mais fortes.

### Forças específicas

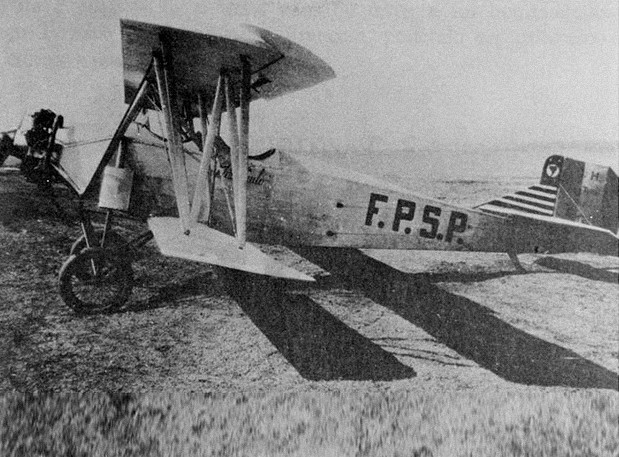
Avião da Força Pública paulista

A partir de 1891, com a ameaça do Exército ao federalismo, os políticos paulistas desenvolveram sua força militar. A utilidade da militarização não era unanimidade e ela foi questionada na imprensa e nos debates parlamentares. A força oscilou entre as prioridades marciais e policiais até o predomínio das marciais de 1901 em diante. Ela tomou a dianteira sobre o Exército federal na criação de escolas preparatórias de oficiais e praças e na contratação de uma missão militar de instrução francesa, obtida em 1906 para São Paulo e somente em 1919 para o Exército federal. De uma força de oito companhias de infantaria em 1891, com 2 267 homens, ela cresceu a 14.254 em 1926. Em 1927 organizava-se em sete batalhões de infantaria, dois regimentos de cavalaria, um batalhão de bombeiros e uma esquadra de aviação. Além da incipiente aviação, tinha artilharia, excedendo em número, poder de fogo e operacionalidade a 2ª Região Militar do Exército.
Os oficiais da Força Pública de São Paulo (FPSP) eram prestigiados. Ela era “símbolo e orgulho do Partido Republicano Paulista”, acumulando uma reputação de invencibilidade nos anos 1920. Isso se devia mais ao ufanismo e propaganda do que à realidade. Ela “taticamente era insuperável, bem equipada, com efetivo numeroso, aguerrido e excelentemente treinado”, mas sofreu diversas derrotas aos revolucionários tenentistas, que em geral tinham lideranças melhores. Muitos oficiais aderiram ao tenentismo, notavelmente Miguel Costa.
A Brigada Militar gaúcha teve foco marcial desde o início da República e fazia pouca atividade policial. Ela era bem armada, embora sem corpo de artilharia, e tinha mais experiência bélica que a FPSP. O Rio Grande do Sul tinha cultura militarizada e forte presença do Exército. Uma Missão Instrutora do Exército Nacional, ativa a partir de 1909, manteve a Brigada atualizada nos moldes federais. Seu efetivo variava de 1.500 a 3.200 homens na Primeira República. Em 1895, um inimigo do governador Júlio de Castilhos calculou que ele poderia mobilizar de sete a oito mil homens através de corpos provisórios e guardas municipais.

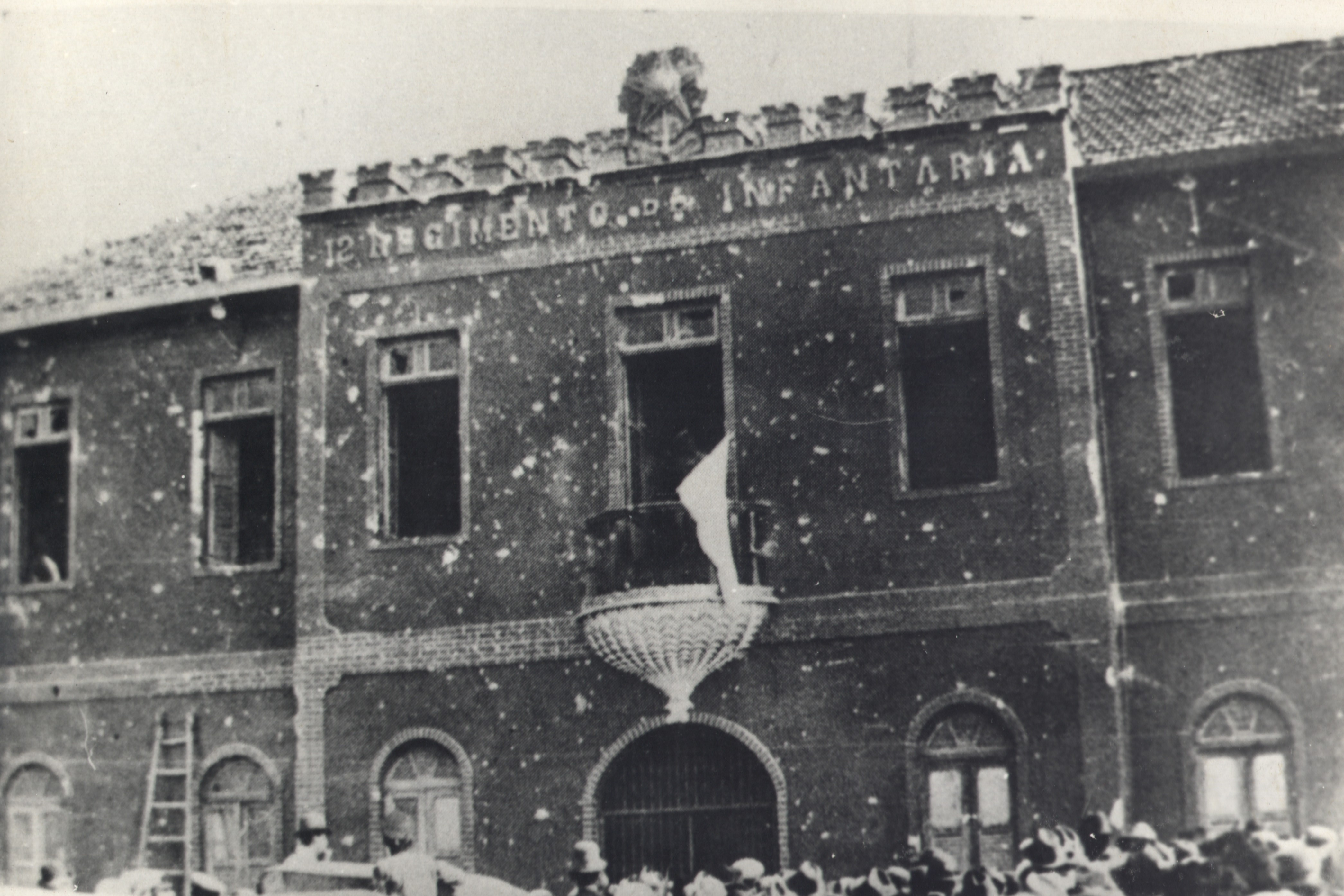
Quartel do 12º Regimento de Infantaria do Exército derrotado pelos mineiros em 1930

A Força Pública de Minas Gerais era inferior à paulista em tamanho, treinamento e organização, e não houve equivalente à missão de instrução francesa. Ela também teve suas derrotas nos anos 20, mas na Revolução de 1930, mal armada e com um efetivo de cerca de 5 mil homens, saiu vitoriosa ao enfrentar a guarnição federal da 4ª Região Militar e frentes com todos os estados vizinhos.
A Força Pública paraense derrotou os tenentistas em 1924 e 1930. Após 1930 o tenentista Magalhães Barata chegou ao poder e extinguiu a força, mas precisou rescuscitá-la em 1932 para enfrentar uma revolta constitucionalista em Óbidos. O Regimento Policial pernambucano tinha estrutura de um exército, mas não dava conta nem mesmo de derrotar o cangaço. Em Mato Grosso, estado de menor importância e financeiramente dependente do governo federal, a guarnição do Exército superava a Força Pública.

## Desmonte pelo poder central
Os exércitos estaduais foram o “grande problema militar legado pela Primeira República”. Sem nem mesmo o controle militar interno, o Exército não podia concretizar seu conceito de defesa nacional. O problema só foi resolvido depois da Primeira República. Por décadas, oficiais do Exército temiam as polícias estaduais como ameaças à integridade nacional e ao próprio Exército. O tema era discutido no periódico A Defesa Nacional e apresentado até mesmo como um risco separatista. A subordinação dessas forças ao poder central foi realizada ao longo das décadas pela ação conjunta do Exército e governo federal.

### Antes de 1930
O serviço militar obrigatório, implantado com base na Lei do Sorteio em 1916, permitiu a expansão física do Exército. As guarnições federais em São Paulo e Minas Gerais, respectivamente na 2ª e 4ª Regiões Militares, foram reforçadas em 1919. As Forças Públicas reagiram também expandindo, mas o ímpeto de crescimento do Exército se manteve nas décadas seguintes. A longo prazo a vasta expansão de sua presença numérica, graças ao sorteio militar, fortaleceu o poder central à custa das plutocracias locais e regionais.
O primeiro passo para o controle federal sobre as Forças Públicas veio em 1917. Com o consentimento dos governadores, as polícias militarizadas passariam a ser auxiliares do Exército. Sua hierarquia seria equivalente à do Exército (mas sem nenhum posto acima de tenente-coronel), com ascensão gradual e sucessiva. Se os governadores não concordassem, seus militares estaduais estariam sujeitos ao serviço militar obrigatório no Exército. O controle central sobre as polícias aumentou, mas sua militarização nos moldes do Exército também foi acentuada, pois havia intenção de usá-las como força bélica.

### Após 1930

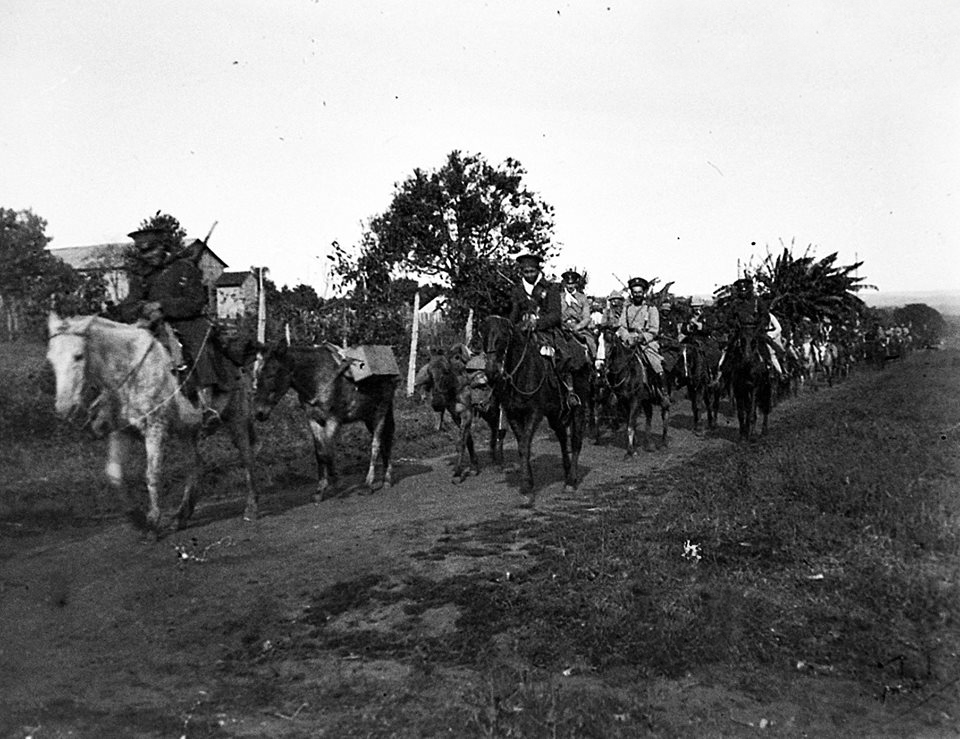
Cavalaria gaúcha passando por Itararé em 1932

Após a Revolução de 1930, as forças militares estaduais eram ameaça ao novo regime. Em 1931, o Código dos Interventores enfraqueceu os governos estaduais, limitou os gastos com suas forças e sua quantidade de armas e munição e proibiu que tivessem artilharia e aviação. No poder, Getúlio Vargas promoveu a centralização política e o desmantelamento dos aparatos bélicos estaduais, especialmente após a participação da Força Pública paulista na Revolução Constitucionalista de 1932 contra seu governo. O próprio Governo Provisório de Vargas usou forças policiais de 18 estados contra os paulistas. A centralização política, que exigia esse desmantelamento, já era defendida desde a década passada pelos revolucionários tenentistas.
Para realizar o golpe de Estado de 1937, Vargas precisou neutralizar ou se aliar às polícias. No subsequente regime autoritário, o Estado Novo (1937–1945), Vargas tentou controlar as elites regionais, nomeando interventores no lugar dos governadores, fiscalizando as finanças estaduais e transferindo os poderes do Legislativo ao presidente. As Forças Públicas tornaram-se instrumentos de sustentação do governo federal. O Exército ganhou a luta pela hegemonia entre as forças de segurança. O crescimento das polícias foi praticamente interrompido. Com o monopólio das armas pesadas, o Exército tinha superioridade inquestionável. Nunca houve retorno à situação de antes de 1930.
As elites regionais não foram destruídas, mas a centralização não foi totalmente revertida na Quarta República (1945–1964). Os governadores eram relevantes, mas não mais afrontando o governo federal. A Constituição de 1946 confirmou o papel das Polícias Militares, como as Forças Públicas se tornariam conhecidas, como forças auxiliares e de reserva do Exército. Às vezes elas foram comandadas por oficiais do Exército. Gradativamente seu foco passou das atividades militares à segurança pública e manutenção da ordem. O ambicioso Departamento Federal de Segurança Pública, precursor da Polícia Federal tentou, com sucesso limitado, a centralização das polícias, especialmente nas áreas de investigação e polícia política.

### Após 1960

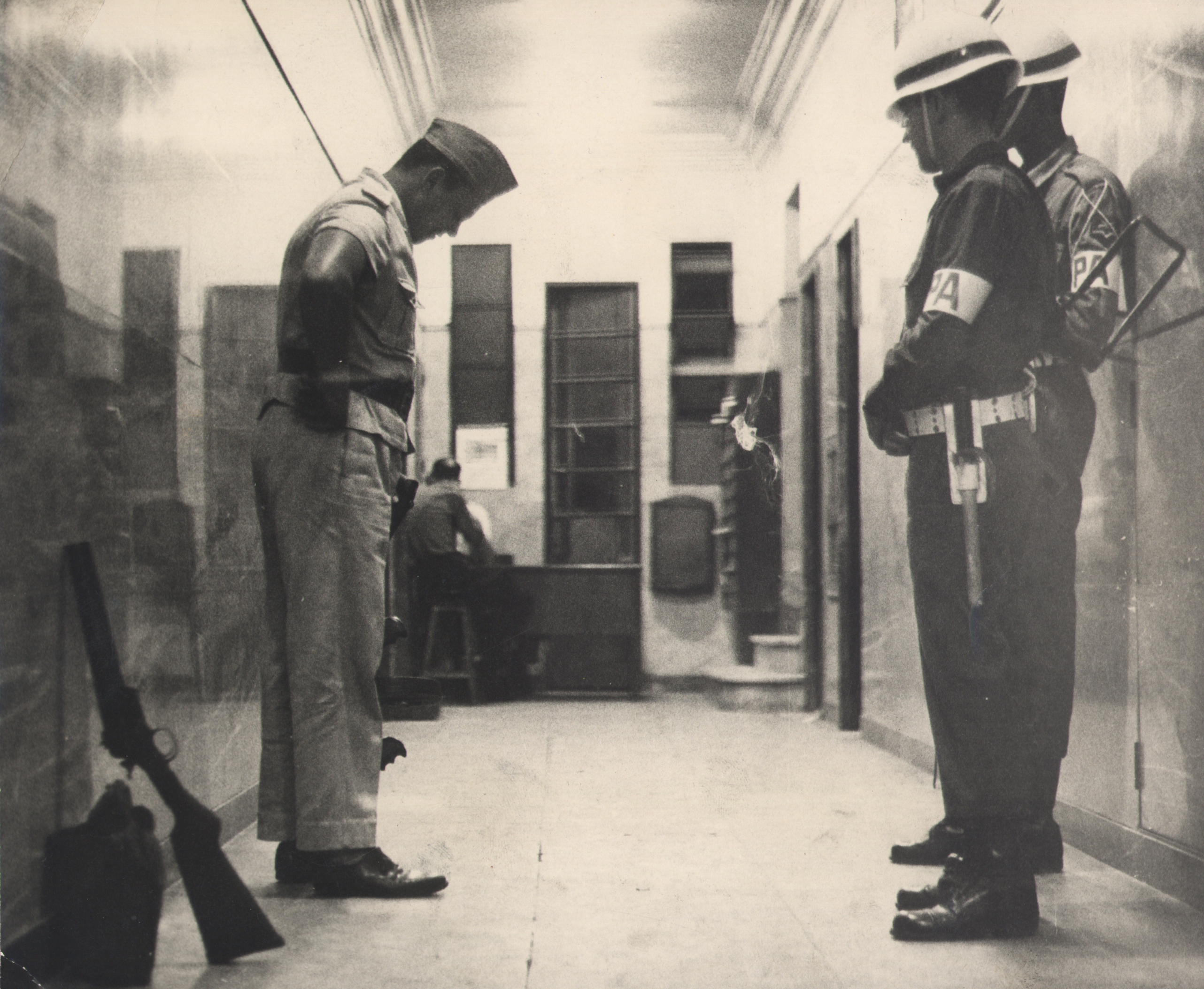
Policial militar carioca abandona a arma para a Polícia da Aeronáutica em 1964

As Polícias Militares ainda apareceram nas crises políticas do final da Quarta República. Na Campanha da Legalidade em 1961, as forças estaduais do Rio Grande do Sul e Goiás prepararam-se para enfrentar as Forças Armadas, mas já não podiam competir com seu poder de fogo. A Brigada Militar teria apenas armas leves para enfrentar tanques, artilharia e bombardeamento aéreo. O espírito ainda profundamente militar dos oficiais se manifestou, e a Brigada Militar foi momentaneamente um exército estadual de novo. Nas operações militares no golpe de 1964 o enfrentamento às Forças Armadas foi pretendido, em maior ou menor grau, pelas polícias do Rio Grande do Sul (em Porto Alegre e após a Operação Farroupilha), Guanabara (nos eventos do golpe no Rio de Janeiro), Pernambuco (contra a deposição de Miguel Arraes) e especialmente Minas Gerais (na Operação Popeye).
Na administração do governador Magalhães Pinto a polícia mineira contrariou a tendência nacional, concentrando-se no preparo bélico. Ainda assim, suas metralhadoras e morteiros não eram páreo para a força do I Exército. Para o general Antônio Carlos Muricy, comandante de forças mistas do Exército e polícia mineira em 1964, mesmo com os esforços do governo mineiro, os policiais militares não suportariam o combate prolongado. As polícias militares ainda tinham potencial bélico considerável, mas foram importantes também por sua capacidade de ser usadas contra civis.
A ditadura militar (1964–1985) completou a centralização das polícias militares, subordinando-as ao Exército, que criou a Inspetoria Geral das Polícias Militares. Em 1969 um decreto-lei determinou “o controle e a coordenação das Polícias Militares por intermédio do Estado Maior do Exército em todo o território nacional, pelos exércitos e comandos militares de áreas nas respectivas jurisdições”. Segundo os preceitos da ideologia de segurança nacional, as Polícias Militares deveriam ser forças auxiliares no combate à luta armada contra a ditadura. As Guardas Civis foram fundidas às Forças Públicas. As Polícias Militares ganharam caráter mais policial, recebendo o monopólio do policiamento ostensivo. Até então elas eram “marcadamente aquarteladas” e focadas na guarda de pontos sensíveis. Entretanto, o policiamento ostensivo não foi uma novidade em sua história, já tendo uma longa tradição desde antes da República.

### Citações
1. ↑  Resende 2018.
2. ↑  McCann 2009, p. 293.
3. ↑  McCann 2009, p. 101.
4. ↑  Barbosa 2014, p. 128.
5. ↑  Rodrigues 2020, p. 53.
6. ↑  Carvalho 2006, p. 34.
7. ↑  Carvalho 2006, p. 59.
8. ↑  McCann 2009, p. 153.
9. ↑  Barbosa 2014, p. 129.
10. ↑  Savian 2023, p. 265-266.
11. ↑  Zampa 2014, p. 57-58.
12. ↑  Ribeiro 2011, p. 3-4.
13. 1 2  Carvalho 2006, p. 50 e 57-60.
14. ↑  Santos 2019, p. 3.
15. 1 2  Carvalho 2011, p. 14-15.
16. ↑  Barbosa 2014, p. 50.
17. ↑  Karnikowski 2010, p. 90.
18. ↑  Santos 2019, p. 2-3.
19. ↑  Rosemberg 2011, p. 10.
20. ↑  Barbosa 2014, p. 48.
21. 1 2  Carvalho 2011, p. 14.
22. 1 2 3  McCann 2009, p. 294-295.
23. ↑  Carvalho 2006, p. 57.
24. ↑  Carvalho 2006, p. 58.
25. 1 2  Ribeiro 2011, p. 8.
26. ↑  Savian 2023, p. 110-111.
27. ↑  Savian 2023, p. 148.
28. ↑  Savian 2023, p. 86-87.
29. ↑  Santos 2019, p. 5.
30. ↑  Loureiro 2021, p. 126-127.
31. ↑  Rosemberg 2011, p. 6.
32. ↑  McCann 2009, p. 294.
33. 1 2  Mussolini Filho 2011, p. 116.
34. ↑  Santos 2015, p. 122-123.
35. ↑  Santos 2019, p. 7.
36. ↑  Karnikowski 2010, p. 147-148.
37. ↑  Karnikowski 2010, p. 94-96.
38. ↑  Karnikowski 2010, p. 178 e 180.
39. ↑  Karnikowski 2010, p. 191.
40. ↑  Viscardi 1995.
41. ↑  Andrade 1976, p. 371-374.
42. ↑  Oliveira 2012, p. 56-58.
43. ↑  Santos 2019, p. 13-14.
44. ↑  Ferreira 2010, p. 272-273.
45. ↑  Carvalho 2006, p. 58-59.
46. ↑  Loureiro 2021, p. 127-128.
47. 1 2  Silva 2014, p. 233.
48. ↑  McCann 2009, p. 235.
49. ↑  McCann 2009, p. 332.
50. ↑  McCann 2009, p. 236.
51. ↑  Ferreira 2014, p. 313.
52. ↑  Loureiro 2021, p. 126.
53. ↑  McCann 2009, p. 237.
54. ↑  Brasil, Lei nº 3.216, de 3 de janeiro de 1917. Fixa as forças de terra para o exercicio de 1917.
55. ↑  Barbosa 2014, p. 132-133.
56. ↑  Loureiro 2021, p. 128.
57. ↑  Lopes 2022, p. 256.
58. ↑  Carvalho 2006, p. 57-58.
59. ↑  McCann 2009, p. 499.
60. 1 2  Barreto 2021, p. 53-56.
61. ↑  Carvalho 2006, p. 88.
62. ↑  Carvalho 2011, p. 18.
63. ↑  Motta 2006, p. 57-62.
64. ↑  Ferreira 1997.
65. ↑  Markun & Urchoeguia 2017, cap. 11.
66. ↑  Karnikowski 2010, p. 358-359.
67. ↑  Axt 2020.
68. ↑  Souza 1964.
69. ↑  Silva 2013, p. 57-59.
70. 1 2  Silva 2014.
71. ↑  Muricy 1981, p. 535.
72. ↑  Ruiz 2018, p. 47.
73. ↑  Bicudo 2000, p. 94-95.
74. ↑  Espírito Santo Júnior & Meireles 2022, p. 88.
75. ↑  Valente 2012, p. 207-208.